# 麥田群鴉
《麥田群鴉》，或譯有烏鴉的麥田、烏鴉群飛的麥田、麥田裡的烏鴉，是荷蘭後印象派畫家文生·梵谷創作於1890年7月的一幅油畫。這幅畫以黑暗的天空和通往不同方向的三條路表達了梵谷精神上的困擾，黑色烏鴉預示著死亡。
有時這被當做梵谷在1890年7月29日自殺前繪製的最後一幅畫。但實際上其創作日期應該是7月10日左右，後來他還繪製了《杜比尼花园》等作品。

## 外部連結
- A chronological list of Van Gogh's last paintings（页面存档备份，存于）
- Het Van Gogh Museum, Amsterdam（页面存档备份，存于）